# Ion Hortopan (inginer)
Ion Hortopan (n. 13 februarie 1927, orașul Târgu Jiu, județul Gorj) este un inginer constructor hidrotehnician român.

## Biografie
Ion Hortopan s-a născut la data de 13 februarie 1927 în orașul Târgu Jiu (județul Gorj). A absolvit Facultatea de Hidrotehnică a Institutului de Construcții din București în anul 1950. Și-a început activitatea profesională ca proiectant la Institutul de Studii și Proiectări Energetice (ISPE). A lucrat apoi între anii 1956-1959 ca expert la Comitetul de Stat al Apelor.
În perioada 1959 - 1992 a lucrat în Institutul pentru Planuri de Amenajare și Construcții Hidrotehnice (IPACH) (transformat ulterior în Institutul de Cercetări și Proiectări pentru Gospodărirea Apelor – ICPGA și apoi în Aquaproiect) la început ca inginer proiectant, apoi ca șef de atelier, inginer șef și director tehnic.
Inginerul Hortopan s-a ocupat cu proiectarea barajelor și îndiguirilor din România. El a coordonat proiectarea a principalelor baraje subordonate organelor de gospodăire a apelor din țară.
Între anii 1993-1998 a fost consilier al ministrului apelor, pădurilor și protecției mediului. Din anul 1997 este atestat ca expert tehnic în cadrul Ministerului Transporturilor, Construcțiilor și Turismului. În prezent este consilier la Administrația Națională Apele Române și la Aquaproiect București. Este membru al asociației Aqua Nostra.
Inginerul Ion Hortopan a publicat articole de specialitate în revista Hidrotehnica și, în colaborare, un volum privind gospodărirea apelor, în anul 1962.